# 葦原金次郎

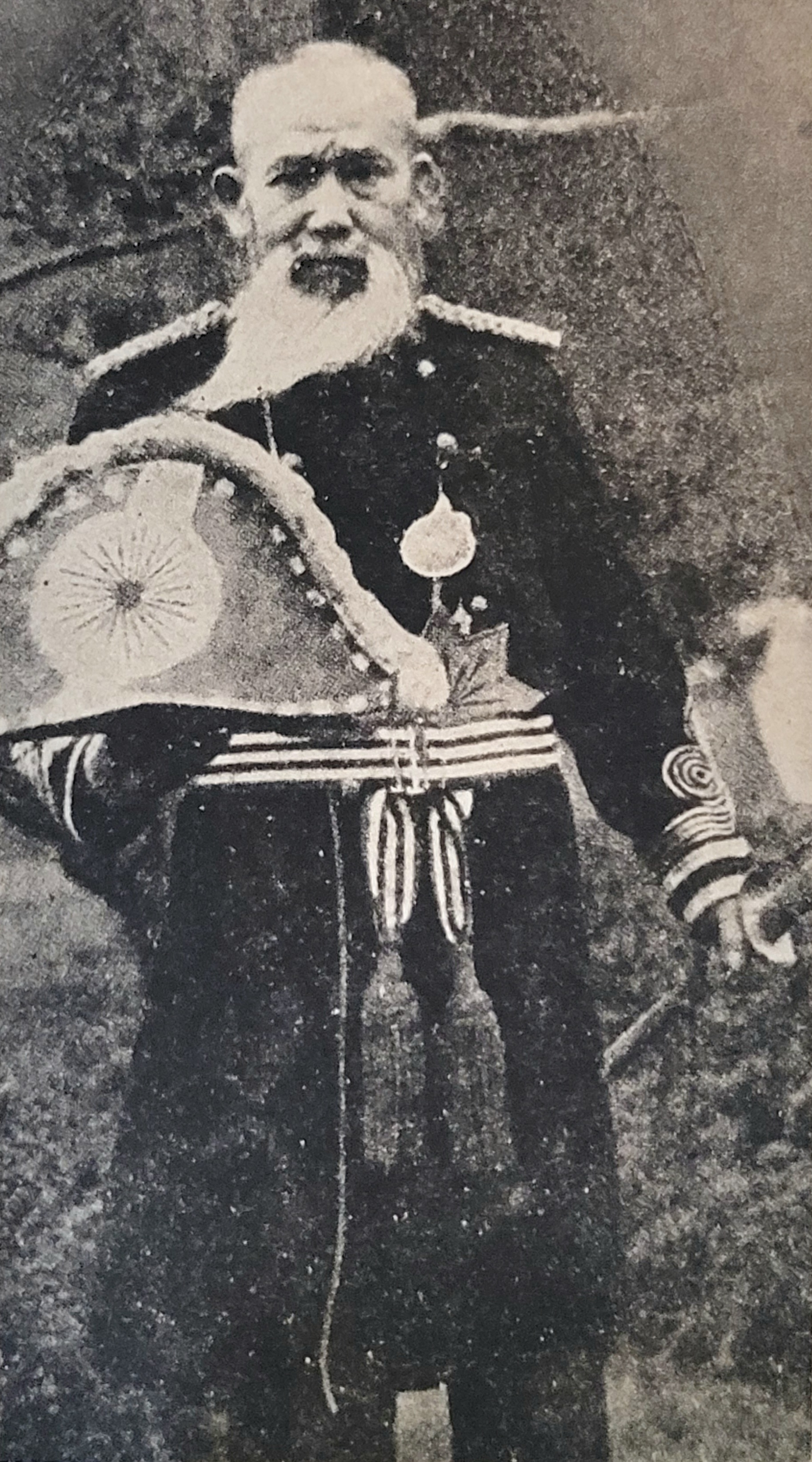
大礼服姿の葦原。その服は明治の末から葦原の晴れ着であり看板だった。

葦原 金次郎（あしわら きんじろう、嘉永3年11月3日（1850年12月6日） - 1937年（昭和12年）2月2日）は、明治後半から昭和にかけての日本の皇位僭称者。葦原将軍、葦原天皇、葦原帝とも呼ばれる。また「葦」の字を「蘆（芦）」として蘆原金次郎、蘆原将軍とされる場合もある。訓みは旧仮名遣いでは「あしはら」と表記されるが、発音は「あしわら」である。

## 生涯
生まれは越中国高岡（現在の富山県高岡市）とする文献と、加賀国金沢（現在の石川県金沢市）とする文献がある。
埼玉県深谷で櫛職人として働いていたが、20歳の時に東京に出て発病したと言われる。24歳の時に結婚したが、懲役に処せられたことから妻に逃げられ離婚。離婚の翌年である1875年（明治8年）頃より「芦原将軍」を自称するようになったという。
病名については「躁病の誇大妄想」、「分裂病の誇大妄想」、あるいは「梅毒からくる進行麻痺の誇大妄想」など、医師によって診断が分かれる。
1882年に明治天皇への直訴未遂事件を起こし、東京府癲狂院（1889年に巣鴨病院と改名）へ入院した。数度の脱走を繰り返した後、1885年に再入院。彼の誇大妄想は日露戦争の戦勝とともに肥大化し、いつしか将軍を自称するようになった。さらに、昭和の頃には天皇を自称するようになった。1919年に松沢病院へと病院名改称後も入院を続け、以後1937年に88歳で亡くなるまで松沢病院で過ごした。
墓所は世田谷区の豪徳寺にあったが、無縁となり整理されている。戒名は至天院高風談玄居士。円筒形の墓石には戒名とともに「自称芦原将軍として56年の生涯を狂聖として院の内外に名物男として知られ」と彫り込まれている。

## 逸話

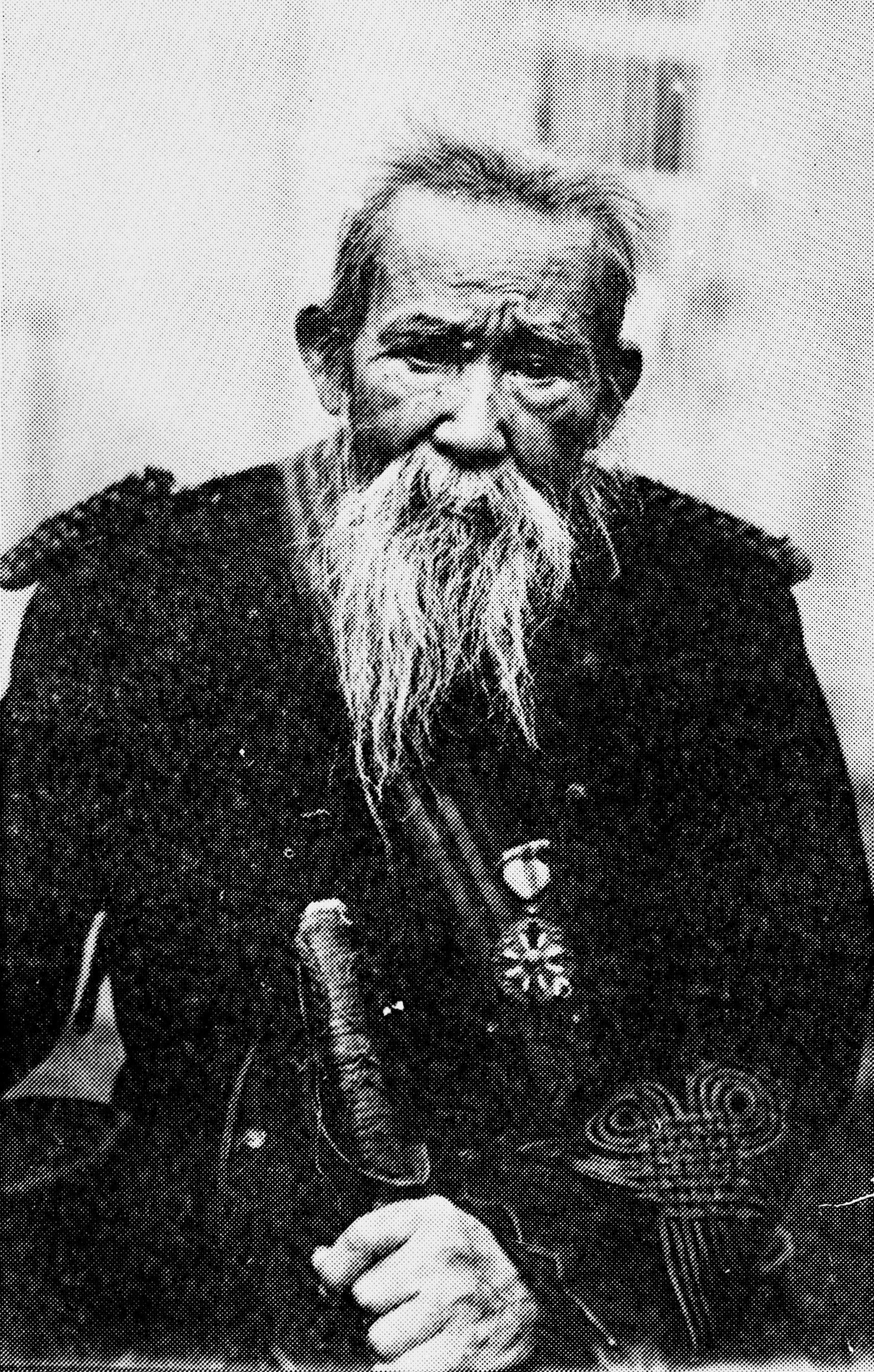
晩年の葦原。

病院に来る新聞記者や見物人に勅語を乱発しては売りつけたりした。乃木希典との会見や、伊藤博文に金を無心して無視された事もある。また、明治天皇が巡幸した際に、「やあ、兄貴」と声をかけたこともある。日露戦争時、「相撲取りの部隊を出してロシア軍のトーチカを破壊せよ」と発言するなど、奇矯かつ過激な言動は格好のゴシップとなった。
松沢病院では患者の作業療法の一環として病院敷地内に池を作ったが、その作業に葦原が参加していたことから、この池は「将軍池」と呼ばれるようになった。池に隣接して世田谷区立将軍池公園がある。